# Eiche von Dodona

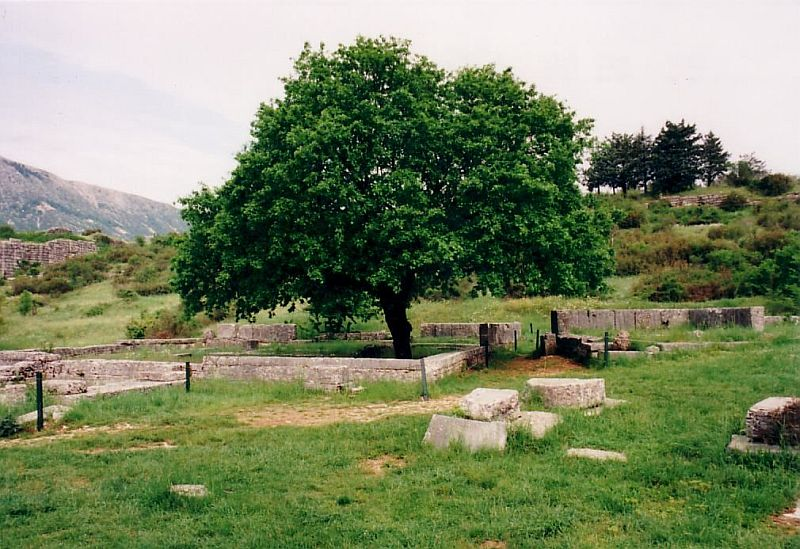
Wohl in den 1980er Jahren angepflanzte neue Eiche im Bereich des Zeustempels

Die Eiche von Dodona stand in einem berühmten – und dem ältesten – griechischen Orakelheiligtum in Epirus, das der Gaia bzw. später dem Zeus und der Dione geweiht war und von drei Priesterinnen betreut wurde.
Das hier befindliche Orakel sprach durch das Rauschen des Eichenlaubs und das Gurren der Tauben, da sich eine von diesen auf dieser Eiche niedergelassen und den Bau des Orakels befohlen haben soll. Die Fragen der Besucher an den Gott wurden auf Bleitäfelchen geschrieben und in einen Krug geworfen, deshalb sind einige dieser Fragen bis heute erhalten geblieben und im Museum von Ioannina zum Teil nachzulesen.
Als Argos mit Hilfe der Athene die Argo baute, wurde Holz von dieser Eiche in den Bug des Schiffes eingebaut, sodass es die Argonauten vor Gefahren warnen konnte. Sie wurde 392 n. Chr. von christlichen Eiferern gefällt.